# Fondali delle Isole Pelagie
Fondali delle Isole Pelagie este o arie protejată (arie specială de conservare — SAC, sit de importanță comunitară — SCI) din Italia întinsă pe o suprafață de 4.085 ha, integral marine.

## Localizare
Centrul sitului Fondali delle Isole Pelagie este situat la coordonatele 35°29′46″N 12°34′31″E / 35.49619°N 12.575322°E.

## Înființare
Situl Fondali delle Isole Pelagie a fost declarat sit de importanță comunitară în octombrie 2011 pentru a proteja 2 specii de animale. Situl a fost protejat și ca arie specială de conservare în iunie 2019.

## Biodiversitate
Situată în ecoregiunea mediteraneană, aria protejată conține 3 habitate naturale: Recifuri, Peșteri marine scufundate complet sau parțial, Straturi cu Posidonia (Posidonion oceanicae).
La baza desemnării sitului se află mai multe specii protejate:
- mamifere (1): delfin mare (Tursiops truncatus)
- reptile (1): Caretta caretta

Pe lângă speciile protejate, pe teritoriul sitului au mai fost identificate 14 specii de plante, 3 specii de mamifere, 31 de specii de nevertebrate, 12 specii de pești.